# 郭仁植
郭 仁植（カク・インシク、朝: 곽인식、Quac Insik、1919年4月18日 - 1988年3月3日）は、大韓民国出身の現代アーティスト、日韓の現代美術に影響を与えた美術家。

## 来歴・人物
- 1919年4月18日 - 日本統治時代の朝鮮の慶尚北道玄風面上洞（大邱市）に生まれる。
  - 父 郭洙徳、母 鄭岳伊の次男（男3人、女1人）
- 1934年	（昭和9年）3月20日 玄風公立普通学校を卒業
- 1937年 - 3月8日下関より日本に入国。早稲田大学付近に下宿（新宿区諏訪町）
- 1937年 - 日本美術学校 造形科入学
- 1940年 - 独立展に初入選
- 1942年 - 日本美術学校研究科課程中退で帰国
- 1950年 - 朝鮮戦争の勃発直前に再渡日
- 1950年~1952年 - 神戸市長田町神楽町1丁目に住む
- 1962年 - 韓国芸術文化団体総連合会の日本特別支部の理事長に選出
- 1988年3月3日 - 東京都板橋区誠志会病院にて肺癌の為、死亡(68歳11ケ月)。
- 2019年10月 - 銀冠文化勲章（韓国）

### 個展
- 1940年 三中井画廊 (韓国・大邱)
- 1950年 サエグサ画廊 (東京)
- 1953年 三省堂画廊 (東京)
- 1955年 小松ストア画廊 (東京)、新宿風月堂企画展(東京)
- 1956年 国際観光会館サロン (東京)
- 1957年 村松画廊(東京)、櫟画廊(東京)
- 1958年 国際観光会館サロン(東京)
- 1961年 竹川画廊(東京)、南天子画廊 (東京)
- 1962年 中央画廊(東京)
- 1963年 内科画廊(東京)、新光画廊(東京)
- 1964年 現代画廊(東京)
- 1965年 画廊クリスタル(東京)
- 1966年 竹川画廊(東京)
- 1967年 画廊クリスタル(東京)
- 1968年 ギャラリー新宿(東京)
- 1969年 ときわ画廊(東京)、紀伊国屋画廊(東京)
- 1975年 大阪フォルム画廊/東京店(東京)
- 1976年 大阪フォルム画廊/名古屋店(名古屋)、大阪フォルム画廊/東京店(東京)
- 1977年 ギャラリー手 (東京)
- 1978年 ギャラリー手 (東京)
- 1979年 クラーク画廊(札幌)、ギャラリー手(東京)
- 1980年 ギャラリー手(東京)、ギャラリープチフォルム(大阪)、ギャラリードメーヌ(大津)
- 1981年 匠屋画廊(岐阜)
- 1982年 ギャラリー手 (東京)、みゆき画廊 (東京)、ときわ画廊 (東京)
  - 現代画廊(韓国・ソウル)、ギャラリーユマニテ (名古屋)
- 1983年 ギャラリー上田(東京)、77ギャラリー(東京)
- 1984年 ギャラリー上田/銀座店 (東京)、ギャラリー上田/ウエアハウス(東京)、ギャラリーユマニテ (名古屋)
- 1985年 ギャラリーQ (東京)
  - Soo ギャラリー (韓国・大邱)
  - Duson ギャラリー(韓国・ソウル)
  - 韓国現代美術館[回顧展](韓国・ソウル)
- 1986年 Simmomsonギャラリー (米国・ロスアンゼルス)
- 1986年 ギャラリー上田/銀座店 (東京)、ギャラリー上田/ウエアハウス(東京)
- 1986年 平画廊(ソウル)、Duson ギャラリー (ソウル)
- 1987年 77ギャラリー (東京)
- 1989年 アトリエ［追悼展］(韓国・ソウル)、ギャラリーQ［追悼展］ (東京)
- 1991年 現代アートギャラリー (韓国・ソウル)
- 1993年 77ギャラリー (東京)
- 1994年 羽根木ミュージアム［七回忌展］(東京)
- 1995年 ギャラリー松川 (東京)、YUNAギャラリー(ソウル)
- 2000年 ギャラリーQ［版画展］ (東京)
- 2001年 GANA アートセンター(韓国・ソウル)、Jo Hyun ギャラリー (韓国・釜山)
- 2002年 韓日現代美術50年の礎／第四回光州ビエンナーレ記念展によせて＜郭仁植の世界＞展光州市立美術館 (韓国・光州)
- 2009年 Atelier 705（ソウル）
- 2014年 現代画廊（ソウル）
- 2015年 Songアートギャラリー（ソウル）
- 2017年 ギャラリーShilla、（大邱、韓国）
- 2019年 「郭仁植生誕100年展」ギャラリーQ （東京）
  - 「郭仁植生誕100年展」韓国国立現代美術館（果川、韓国）
  - 「郭仁植生誕100年展」大邱美術館（大邱、韓国）

### グループ展
- 1937年 戦前より独立美術協会展に出品
- 1940年 「第10回独立美術協会展」東京府美術館（東京）
- 1941年 「第11回独立美術協会展」東京府美術館（東京）
- 1951年 「第36回二科展」東京都美術館（東京）
- 1952年 「第37回二科展」東京都美術館（東京）
- 1953年 「第38回二科展」東京都美術館（東京）
- 1957年 「第17回美術文化協会展」東京都美術館（東京）
- 1957年 「第9回読売アンデパンダン展」東京都美術館（東京）
- 1957年 「郭仁植・中島快彦絵画と彫刻作品展」風月堂 (東京)
- 1958年 「第10回読売アンデパンダン展」東京都美術館 (東京)
- 1960年 「第12回読売アンデパンダン展」東京都美術館 (東京)
- 1961年 「連立美術展」村松画廊 (東京)
- 1961年 「第2回連立美術展」銀座画廊、東京
- 1965年 「第8回東京ビエンナーレ-日本国際美術展」東京国立近代美術館 (東京)
  - （東京・京都・高松・名古屋・北九州・佐賀・佐世保・盛岡・仙台）
- 1967年 「現代作家5人展」ギャラリー新宿（東京）
- 1968年 「韓国現代絵画展」東京国立近代美術館 (東京)
- 1969年 「第13回現代作家招待美術展」国立中央公報館(ソウル)
- 1969年 「第10回 サンパウロ・ビエンナーレ」(・サンパウロ、ブラジル)、「木・鉄・鏡・紙展」梅花亭ギャラリー (東京)
- 1970年 「韓国現代展」 朝鮮日報社主催 (ソウル)
- 1971年 「韓国現代展」 フランス外務省 (パリ)
- 1973年 明東画廊 (韓国・ソウル)
- 1976年 「第2回シドニービエンナーレ」ニュー・サウス・ウェールズ州立美術館 (シドニー、オーストラリア)
- 1977年 「第12回リュブリャナ国際版画ビエンナーレ」リュブリャナ現代美術館 (リュブリャナ、ユーゴスラビア)
  - 「6人展」東京画廊・村松画廊 (東京)
  - 「韓国・現代美術の断面展」東京セントラル美術館 (東京)
  - 「野外彫刻展」渋谷公園通り (東京)
  - 「現代作家32人展」ギャラリー手 (東京)
  - 「第2回光州現代美術祭」全日美術館 (光州、韓国)
- 1979年 「リュブリアナ国際版画ビエンナーレ」(ユーゴスラビア・リュブリアナ)
- 1982年 「第7回英国国際版画ビエンナーレ」カートライト・ホール（英語版）、ブラッドフォード(英国)
  - 「在外作家招待展」韓国国立現代美術館 (ソウル)
- 1983年 「3人のプリントとドローイング」韓国美術館、ソウル
- 1984年 「現代絵画の20年―1960～70年代洋画と新しい「平面」芸術の動向―」
  - 群馬県立近代美術館(高崎、群馬)
  - 「郭仁植・金丘林（英語版）（キム・クリム）版画展」Naa画廊 (ソウル)
  - 「Contemporary Korean Artists」ロスアンゼルス韓国文化院、ロスアンゼルス
- 1985年 「西洋画12人展」Naa画廊、ソウル
- 1986年 「韓国国立現代美術館オープン記念展」 韓国国立現代美術館 (韓国・ソウル)
  - 「ワイズマンコレクション（英語版）韓国展」韓国国立現代美術館 (韓国・ソウル)
- 1986年 「現代の白と黒」埼玉県立近代美術館 (埼玉)
  - 「現代作家にみる屏風展」西武ホール(大津)
- 1987年 「第2回国際犀川アートフェスティバル」 信州新町美術館 (長野)
- 1988年 「ソウルオリンピック国際現代美術祭」(韓国・ソウル)
  - 「現代日本の版画 1950-1980」 神奈川県立近代美術館 (鎌倉)
- 1990年 「郭仁植との交流展」ギャラリーQ （東京）
- 1991年 「絵画―1950年以後」ギャラリー米津 （東京）
  - 「現代美術25人展」現代画廊（ソウル）
- 1993年 「韓国の現代絵画100年展」現代画廊（ソウル）
- 1994年 「韓国美術の色彩と光り」展、湖巌アートギャラリー (ソウル)
- 1995年 「紙の地平22人展」新世界現代アート (ソウル)
- 1996年 「韓国抽象画の精神展」湖巌アートギャラリー (ソウル)
- 1997年 「郭仁植寄贈作品展」韓国国立現代美術館（果川、韓国）
- 2000年 「内科画廊―’60年代の前衛」ギャラリーRaku（京都）
  - 「在日の人権、宋英玉と曺良奎、そしてその他の在日作家たち」光州市立美術館（朝鮮語版）（光州、韓国）
  - 「形なき東洋」東京オペラシティアートギャラリー（東京）
  - 「韓国の色と光」ソウル市立美術館（英語版）(ソウル)
  - 「不思議いっぱい: 紙のワンダーランド」群馬県立館林美術館（館林）
  - 「韓国現代美術の展開: 思惟と感性の時代、1970年代中盤-1980年代中盤、韓国国立現代美術館（果川、韓国）
- 2003年 「李禹煥と郭仁植」徳島県立近代美術館(徳島)
- 2003年 「光と色彩の探険」ハンガラム美術館 (ソウル)
- 2004年 「You Are My Sunshine: 韓国の現代美術 1960-2004」トータル美術館（朝鮮語版）(ソウル)
- 2007年 「余白に対する思索」Ganaアートギャラリー（釜山、韓国）
  - 「在日の花」光州市立美術館（光州、韓国）
- 2008年 「Tama Vivant」多摩美術大学八王子キャンパス絵画東棟ギャラリー （東京）
- 2009年 「Korean Diaspora Artists in Central Asia, China & Japan」韓国国立現代美術館（ソウル）、
  - 「多摩川の作家展」府中市美術館（東京）、「小野木学・郭仁植 版画展」みゆき画廊（8月24日—29日）
  - 「多摩川で/多摩川からアートする」府中市美術館(府中、東京）
- 2011年 「抽象せよ」国立現代美術館、ソウル
  - 「李禹煥と韓国の作家たち: 寺田コレクションより」東京オペラシティアートギャラリー、東京
  - 「Tell Me Tell Me: Australian and Korean Art 1976-2011」韓国国立現代美術館（果川、韓国）
  - 「韓国抽象―10人の地平」ソウル市立美術館（ソウル）
- 2012年 「Dansaekhwa: Korean Monochrome Painting」韓国国立現代美術館（果川、韓国）
- 2013年 「場の磁力展」ギャラリーＱ（東京）
  - 「Point Dot」63スカイアート、（ソウル）
  - 「抽象は生きている」京畿道美術館（朝鮮語版）(安山、韓国)
- 2014年 「紙に込められた現代作家の芸術魂」現代画廊 (ソウル)
- 2014年 「コリアン・ビューティー: 二つの自然」韓国国立現代美術館（果川、韓国）
  - 「韓国の現代抽象美術―静かな響き」宇洋美術館（慶州、韓国）
- 2015年 「Korean Abstract Painting」現代画廊(ソウル)
  - 「物のことばを聞く: 1970年代以降の韓国現代美術の物質性」韓国国立現代美術館（果川、韓国）
  - 「韓国美術を歩くⅠ: 西洋画」ミュージアムSAN（原州、韓国）
- 2016年 「Think Twice,It’s All Right」大邱美術館（朝鮮語版）（大邱、韓国）
- 2017年 「単色のリズム 韓国の抽象」東京オペラシティ アートギャラリー（東京）
- 2018年 「アジアにめざめたら」東京国立近代美術館（東京）
- 2019年 「アジアにめざめたら-巡回展」韓国国立現代美術館（果川、韓国）
  - 「アジアにめざめたら-巡回展」ナショナル・ギャラリー（シンガポール）
- 2020年 「現代画廊50周年展」現代画廊 (ソウル)

## 版画集
- 1980年 郭 仁植 版画集 − ギャラリー手 出版 （東京）
- 1981年 郭 仁植 版画集 − ギャラリー手 出版 （東京）
- 1983年 郭 仁植 版画集 − 77ギャラリー 出版（東京）
- 1983年 郭 仁植 銅版画集− ギャラリー上田

## 画集
- 『郭 仁植 画集』 − 三彩社出版（東京）. NCID BN1320967X（1962年）
- 『郭 仁植の世界』 − 用美社出版（東京）. NCID BN07649791（1984年）
- 『郭 仁植作品集』 − 韓国国立現代美術館出版（韓国）（1985年）

## コレクション
- 光州市立美術館（朝鮮語版）、河正雄コレクション（韓国・光州市）
- 韓国国立現代美術館(ソウル)
- 大邱美術館(大邱、韓国）
- 湖巌美術館(ソウル)
- 西武高輪美術館(軽井沢)
- 亀谷美術館
- ワイズマンコレクション (ロスアンゼルス)
- 栃木県立美術館(栃木)
- 神奈川県立近代美術館(鎌倉)
- 岐阜県美術館(岐阜)
- 福岡アジア美術館（福岡）
- 高松市美術館（高松）
- 岐阜県美術館(岐阜)
- 羽根木ミュージアム(東京)
- 府中市美術館（東京）
- 東京国際フォーラム（東京）
- 寺田コレクション（東京）

## 文献
- 1956
  - 美術ジャーナルNo.57 「郭仁植個展」評※柳生不二雄 P54-55
- 1957
  - 芸術新潮12月号 「郭仁植個展」評 ※岡本謙二郎 P267
  - 村松画廊 1957 10/19-10/24
  - 美術手帖10月号 「郭仁植個展」評※江川和彦 P147-149
  - 櫟画廊 1957 8/12-8/18
  - 美術手帖5月号 「郭仁植個展」評※植村鷹千代 P132-133
  - 三省堂画廊 1957 3/6-3/11
  - 美術手帖12月号 「郭仁植個展」評 ※東野芳明
  - 中央画廊 1957 10/19-10/24
- 1961
  - CREAT芸術評論誌No.30「郭仁植個展」評※大池秀三 P6-7
  - 竹川画廊 1961 2/24-2/28
  - 美術手帖7月号「郭仁植個展」評※植村鷹千代 P148
  - 竹川画廊
  - 思想の科学No.34「ある在日韓国人画家」※ヨシダ ヨシエ P80-81
- 1962
  - みづゑNo.693 「画廊」から ※植村鷹千代 P80
  - 中央画廊 1962 9/10-9/15
  - 美術年鑑12月号 郭仁植 作品62-702（写真）
  - 中央画廊
- 1964
  - 美術手帖12月号「郭仁植個展」評 ※ヨシダ ヨシエ+野村太郎
  - 現代画廊 1964 10/5-10/10 P123-124
- 1966
  - みづゑ No.734 「画廊」から個展評 ※植村鷹千代 P99
  - 竹川画廊 1966 2/24-2/28
  - 美術ジャーナルNo.57 「郭仁植個展」評※柳生不二雄 P54-55
  - 竹川画廊 1966 2/24-2/28
  - 三彩4月号 竹川画廊 作品65-101（写真）
- 1967
  - 美術手帖11月号 「郭仁植個展」案内 ギャラリー新宿 P200
- 1968
  - 美術手帖10月号「はじめての韓国現代絵画展」 ※北村由雄 P34
  - 朝日ジャーナルNo.34 「アジア的性格は生まれるか-韓国現代絵画展」
  - 美術年鑑12月号 郭仁植 作品67-501（写真）
- 1969
  - 三彩8月号 「郭仁植個展」評 ※山岸信郎 P70-71
  - ときわ画廊 1969 6/9-6/14
  - 美術手帖6月号 「郭仁植個展」案内 P259
  - 美術手帖7月号 「物のことばを聞く」 ※郭仁植 P45
  - 「和紙 その無言の叫び」※坂井啓之 撮影 P41-44
  - 芸術生活No.224 「郭仁植個展」案内 ※郭仁植 P70
  - ときわ画廊 1969 11/10-11/15
- 1970
  - 美術年鑑1月号 郭仁植 作品 ものと言葉（写真）
  - 紀伊国屋画廊 1969 11/10-11/15
- 1975
  - みづゑNo.847 郭仁植「物」への愛 ※ジョセフ・ラブ P62-63
  - 大阪フォルム画廊東京店 1975 10/20/-11/1日本美術No.124
  - 「蘇るものたち」 個展評 ※（博） P150
  - 大阪フォルム画廊東京店 1975 10/20/-11/1
  - 美術手帖11月号No.400 「郭仁植個展」案内 P320
  - 大阪フォルム画廊東京店 1975 10/20/-11/1
  - 小原流挿花8月号「草木の罪ではないのです」※峯村敏明 P66-67
  - 朝日ジャーナルNo.48 「同時代の歴史」見直す郭仁植の個展 P69
  - カタログ 「ある原点」 ※峯村敏明
  - （大阪フォルム画廊） 「郭仁植の作品における行為とイメージ」 ※ジョセフ・ラブ
- 1976
  - VISION11月号 「前衛を意識させる現代美術の騎手」郭仁植展 P187
  - 大阪フォルム画廊東京店 1976 10/18-10/30
  - VISION12月号 「人間と自然の一体化-郭仁植の世界」 ※ジョセフ・ラブ P42-45
  - 大阪フォルム画廊東京店 1976 10/18-10/30
  - 美術手帖11月号No.402「郭仁植個展」案内 ※高見堅志郎 P234
  - 大阪フォルム画廊東京店 1976 10/18-10/30
- 1977
  - 美術手帖1月号No.415「郭仁植個展」案内※千葉成夫 P295-299
  - 大阪フォルム画廊東京店 1976 10/18-10/30
  - みづゑNo.862 郭仁植「表現の彼岸」 ※李禹煥 P94-95
  - 大阪フォルム画廊東京店 1976 10/18-10/30
  - 三彩2.3.4.6月号「郭仁植と李禹煥展 -自然と歪み」 ※平井亮一（美術メモ）
  - 大阪フォルム画廊東京店 1976 10/18-10/30
  - みづゑNo.872 「金煥基をみて＜望郷＞の歌」※郭仁植 P84-87
  - 流行通信3月号No.169 「私と自然石」 ※郭仁植 P108-109
  - VISION10月号 「韓国現代美術の断面」展 ※菅原猛 P21-25
  - VISION12月号 「色彩と平面を越えて」 ※菅原猛 P14-17
  - ギャラリー手 1977 11/1-11/19
  - 小原流挿花1月号「イメージの禅僧」郭仁植展 ※彦坂尚嘉 P62-65
  - 大阪フォルム画廊東京店 1976 10/18-10/30
  - 李刊現代彫刻12月号 アトリエ訪問「郭仁植」 ※写真 松原象
  - 月刊美術No.26 日本の現代美術入門 P40
  - 今日をささえる代表作家60人
- 1978
  - 美術手帖2月号No.430「郭仁植個展」評※小川栄一 P215-216
  - ギャラリー手 1977 11/1-11/19
  - 美術手帖3月号No.431作家論郭仁植「物に聞くとき」 ※平井亮一 P150、 誰が最も影響を与えたか ※郭仁植 P84-85、 「生活、その素材」 ※郭仁植
  - VISION12月号 郭仁植 根本の問「0=1-1」※林芳史 P56-57
  - 美術手帖11月号No.441 画廊案内 ※郭仁植 P260
  - 「山本有一の書」 6月の風表記 ※郭仁植 P6-7
  - その人のみの行為に （文責編集部）
  - 美術年鑑1月号 「郭仁植個展」案内 P88
- 1979
  - 芸術新潮12月号 郭仁植の「光」 P68
  - ギャラリー手 1978 1030-11/25
  - VISION34 「新しい水墨への可能性」※郭仁植 P14-15
  - VISION8 「しかるべきものの為に」随筆 ※郭仁植 P79
  - 版画芸術 冬「血の通った逃げ場のない芸術 郭仁植の作品で思うこと」 ※李禹煥 P141-141
  - 美術手帖No.445 「郭仁植個展」評※平井亮一 P190-193
  - ギャラリー手 1978 10/30-11/25
  - どりーむNo.221 「点を越える」 ※郭仁植 P44
- 1980
  - VISION 郭仁植にふれて「表記と平面」※林芳史 P56-57
  - ギャラリー手 1979 10/29-11/10
  - 美術手帖4月号No.464画材と表現二十二考 ※郭仁植 P160-161
  - 美術手帖9月号No.470ガラス透写（写真） 平面への展開 郭仁植
- 1981
  - みづゑNo.911 「ものと表面」 ※秋田由利 P66-69
  - ギャラリー手 1980 11/4-11/29
  - プログラム 私のマニフェスト81年度 ※郭仁植
  - 雑誌1月号「今日の韓国」郭仁植個展 アジアニュースセンター P43
- 1982
  - 芸術新潮3月号「新しいルートをもとめて」※林紀一郎P10-11
  - 陶4月号 No.21「新たな土の形相を求めて」※伊籐公象 P44-49
  - 新関東4No.119号 「色彩に秘めたいのちの輝き」※水上文男 P19
- 1983
  - みづゑNo.926 「創造のさなかに-墨彩と版画 名体不離の実践」※野村太郎 P72-79
  - 三彩3月号 「郭仁植の検証する芸術」※武井邦彦 P118
  - ギャラリー上田 1983 1/10-1/25
  - 季刊アート 春号 画商の役割 ※杉山旭 P102-103 社会との関わりが希薄な現代美術
  - 形象社 『個の創意 現代美術の現場から』※米倉守 P544-547
  - （書籍） 「生きかわり死にかわりして」
- 1984
  - 三彩3月号 「郭仁植個展」評Art Review ※武井邦彦 P110
  - ギャラリー上田 1984 1/10-1/31
  - 美術手帖11月号No.524 アトリエ考 ※郭仁植 P76-78 「点が点を呼ぶ-自然石にひかれて-」
  - 月刊美術11月号No.110ニッポン「現代美術」事情※林紀一郎 P34、 その価格と流通の現状 P41-46
  - カタログ 現代絵画の20年 ※群馬県立近代美術館 1961-70年代の洋画と新しい「平面」芸術の動向 P100
- 1985
  - 版画芸術No.48郭仁植アトリエインタビュー※室伏哲郎P117-127「もの派事始め」
  - ポジションNo.2郭さんの＜成ること＞をつくる絵 ※峯村敏明
  - 「郭仁植の回顧展」 ※大野郁彦 P180-185
  - 韓国国立現代美術館 1985 8/7-8/19
- 1986
  - 芸術新潮11月号 「屏風に花開いた郭仁植」 P88
  - ギャラリー上田 1986 9/12-9/27
  - 版画芸術No.55 郭仁植最新作 ※大野郁彦 P112-117
  - 「物の言葉を聞く 郭仁植作品世界」
  - 美術手帖11月号No.570郭仁植の自然石巨大モニュメント P12-13
- 1987
  - カタログ斎籐豊作と日本の点描 ※埼玉県立近代美術館 P67,112
- 1988
  - 美術手帖5月号 追悼 郭仁植 P217
- 1989
  - 日本美術年鑑 追悼 ※美術研究所 東京国立文化財研究所 P256
- 1990
  - カタログ セゾン現代美術館収蔵品 P62,210
- 1993
  - 民音社（韓国）（書籍） 『韓国の現代美術100年の歴史』※朴来富 P117
- 1994
  - パンフレット「郭仁植七回忌展」※李慶成、谷新、林芳史、平井亮一、峯村敏明
- 1996
  - 雄獅美術（台湾）「日韓芸術・文化考察」※上田雄三 P24-28、 「郭仁植と李禹煥の美術」 ※林芳史 P30-36
- 2000
  - 研究紀要「郭仁植-しかるべきものの為に」府中市立美術館 ※山村仁志 P26-38
  - Art in America 11月号「Insik Quac at Q」 ※ Janet Koplos P177
- 2001
  - Ganaart カタログ 「Inside/Outside & In-between」※丁俊模
  - 草月-IKEBANA SOGETSU「月はどっちに出ている」 ※篠田達美 P66-67
  - 東京オペラシティアートギャラリー、パンフレット 「形なき東洋」 ※片岡真実